# Melecta caroli
Melecta caroli är en biart som beskrevs av Maurits Anne Lieftinck 1958. Melecta caroli ingår i släktet sorgbin, och familjen långtungebin. Inga underarter finns listade i Catalogue of Life.